# Medeterinae
Medeterinae (лат.) — подсемейство насекомых семейства мух-зеленушек (Dolichopodidae).
По состоянию на 1 января 2017 года включает три трибы и ряд родов неясного положения. Типовой род Medetera Fischer von Waldheim, 1819, крупнейший в подсемействе (315 видов). Описано 35 родов. Древнейшие представители подсемейства известны из раннеэоценового уазского янтаря.

## Классификация
- Atlatlia Bickel, 1986[5]
- Cryptopygiella Robinson, 1975[6]
- Dominicomyia Robinson, 1975[6]
- Grootaertia Grichanov, 1999[7]
- Hurleyella Runyon & Robinson, 2010 (subfamily incertae sedis)
- Maipomyia Bickel, 2004[8]
- † Medeterites Grichanov, 2010[9]
- Microchrysotus Robinson, 1964[10]
- Microcyrtura Robinson, 1964[10]
- Micromedetera Robinson, 1975[6]
- Papallacta Bickel, 2006
- Pharcoura Bickel, 2007
- Pindaia Bickel, 2014
- Protomedetera Tang, Grootaert & Yang, 2018[11]
- Udzungwomyia Grichanov, 2018[12]
- Триба Medeterini Lioy, 1864
  - Asioligochaetus Negrobov, 1966
  - Craterophorus Lamb, 1921[13]
  - Cyrturella Collin, 1952[14]
  - Demetera Grichanov, 2011[15]
  - Dolichophorus Lichtwardt, 1902[16]
  - Medetera Fischer von Waldheim, 1819[17]
  - Medeterella Grichanov, 2011[15]
  - Neomedetera Zhu, Yang & Grootaert, 2007
  - Nikitella Grichanov, 2011[15]
  - Paramedetera Grootaert & Meuffels, 1997[18]
  - Saccopheronta Becker, 1914[19]
- Триба Systenini Robinson, 1970
  - Euxiphocerus Parent, 1935
  - † Palaeosystenus Grichanov, Negrobov & Selivanova, 2014[1]
  - † Systenites Grichanov, Negrobov & Selivanova, 2014[1]
  - Systenomorphus Grichanov, 2010
  - Systenoneurus Grichanov, 2010
  - Systenus Loew, 1857
- Триба Thrypticini Negrobov, 1986
  - Corindia Bickel, 1986[20]
  - Thrypticus Gerstäcker, 1864[20]